# Lacosteinidae
Lacosteinidae es una familia de foraminíferos bentónicos de la superfamilia Eouvigerinoidea, del suborden Rotaliina y del orden Rotaliida. Su rango cronoestratigráfico abarca desde el Campaniense (Cretácico superior) hasta la Plioceno.

## Clasificación
Lacosteinidae incluye a los siguientes géneros:
- Elhasaella †
- Felsinella †
- Lacosteina †
- Spirobolivina †

Otros géneros considerados en Lacosteinidae son:
- Jordania †, aceptado como Elhasaella
- Ruseifaella †, aceptado como Elhasaella